# Vlkov (okres Tábor)
Vlkov (německy Wilkow) je obec v okrese Tábor v Jihočeském kraji. Žije v ní 180 obyvatel. Je to známá rekreační obec na okraji CHKO Třeboňsko v blízkosti Veselí nad Lužnicí. Na okraji obce se nachází Vlkovská pískovna a přírodní rezervace Písečný přesyp u Vlkova.
Vlkov nad Lužnicí je první zastávkou na železniční trati 226 z Veselí nad Lužnicí do Třeboně a Českých Velenic.

## Historie
První písemná zmínka o obci pochází z roku 1654.

## Obyvatelstvo
| Rok            | 1869 | 1880 | 1890 | 1900 | 1910 | 1921 | 1930 | 1950 | 1961 | 1970 | 1980 | 1991 | 2001 | 2011 | 2021 |
| -------------- | ---- | ---- | ---- | ---- | ---- | ---- | ---- | ---- | ---- | ---- | ---- | ---- | ---- | ---- | ---- |
| Počet obyvatel | 268  | 261  | 277  | 283  | 337  | 342  | 350  | 311  | 346  | 321  | 241  | 165  | 152  | 149  | 176  |
| Počet domů     | 29   | 34   | 35   | 36   | 43   | 48   | 74   | 89   | 89   | 92   | 79   | 102  | 68   | 83   | 102  |

## Obecní správa
Při sčítání lidu v letech 1850–1980 byl Vlkov obcí v okrese Třeboň (1850–1930), posléze v okrese Soběslav (1950) a později v okrese Tábor. Od 1. července 1980 do 23. listopadu 1990 patřil jako část města k Veselí nad Lužnicí a od 24. listopadu 1990 je opět samostatnou obcí. V letech 1850–1874 k obci patřil Hamr.

## Pamětihodnosti
- Kaplička z roku 1856 Nejsvětější Trojice a svatého Jana Nepomuckého na návsi
- Lípa T. G. Masaryka na rozcestí
- Budova původní měšťanské školy, dnes sídlo obecního úřadu

## Přírodní a turistické zajímavosti
- Vlkov je ze severu přímo obklopen pěti pískovnami, které vznikly letech 1952 až 1986 těžbou štěrkopísku po obou stranách řeky. Profiltrováním vody vznikla jezera s čistou vodou (jezero Veselí, Vlkovská pískovna, Veselí I, jezero Horusice a jezero Horusice I). Vlkovská pískovna je velmi populárním místem pro koupání se širokou písečnou pláží, je to dějiště tradičních sportovních závodů jako je Betonový muž a žena. Na okraji pískovny se nachází hospoda a bar. Pískovny nabízejí koupání v čisté vodě s písčitým dnem.
- Obec obklopují z východu všudypřítomné borovicové lesy a na rybníky. Kromě pískoven se zde nachází velký chovný Vlkovský rybník na jihovýchod od zájezdního hostince a železniční zastávky. Na Kozím vršku na jaře kvete vzácný koniklec jarní.
- Ve Vlkově začíná turistická stezka (pro pěší i pro cyklisty), která prochází kolem rybníků nesoucích názvy jako Krajina, Naděje, Láska, Víra, Dobrá vůle či Potěšil. Po ní se lze dostat až k největšímu českému rybníku Rožmberku o rozloze 720 hektarů. Vlkov je součástí chráněné krajinné oblasti (CHKO) Třeboňsko.
- Písečný přesyp u Vlkova o velikosti jeden hektar je od roku 1954 vyhlášen přírodní rezervací.

## Galerie

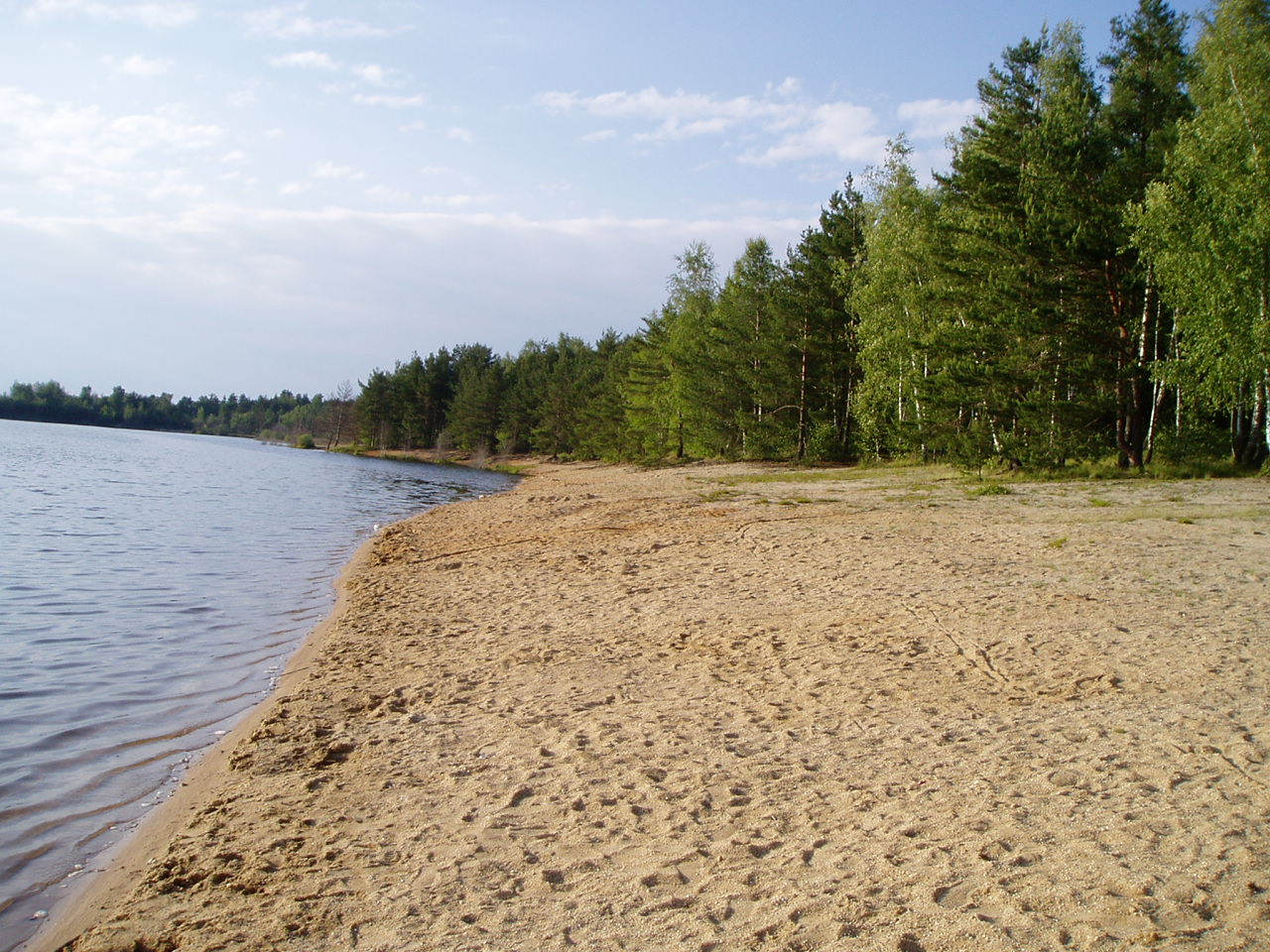
Hlavní pláž Veselské pískovny
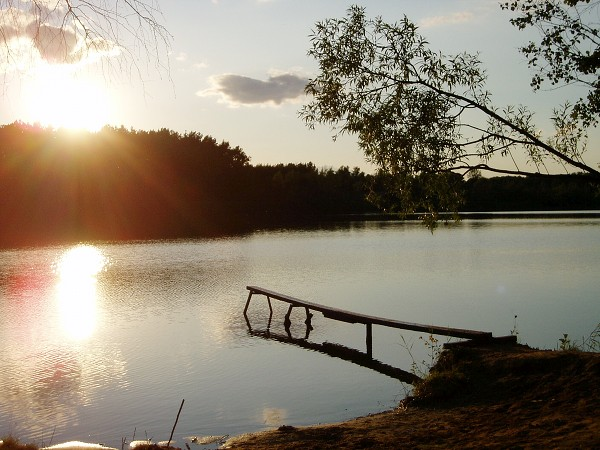
Západ slunce nad pískovnou
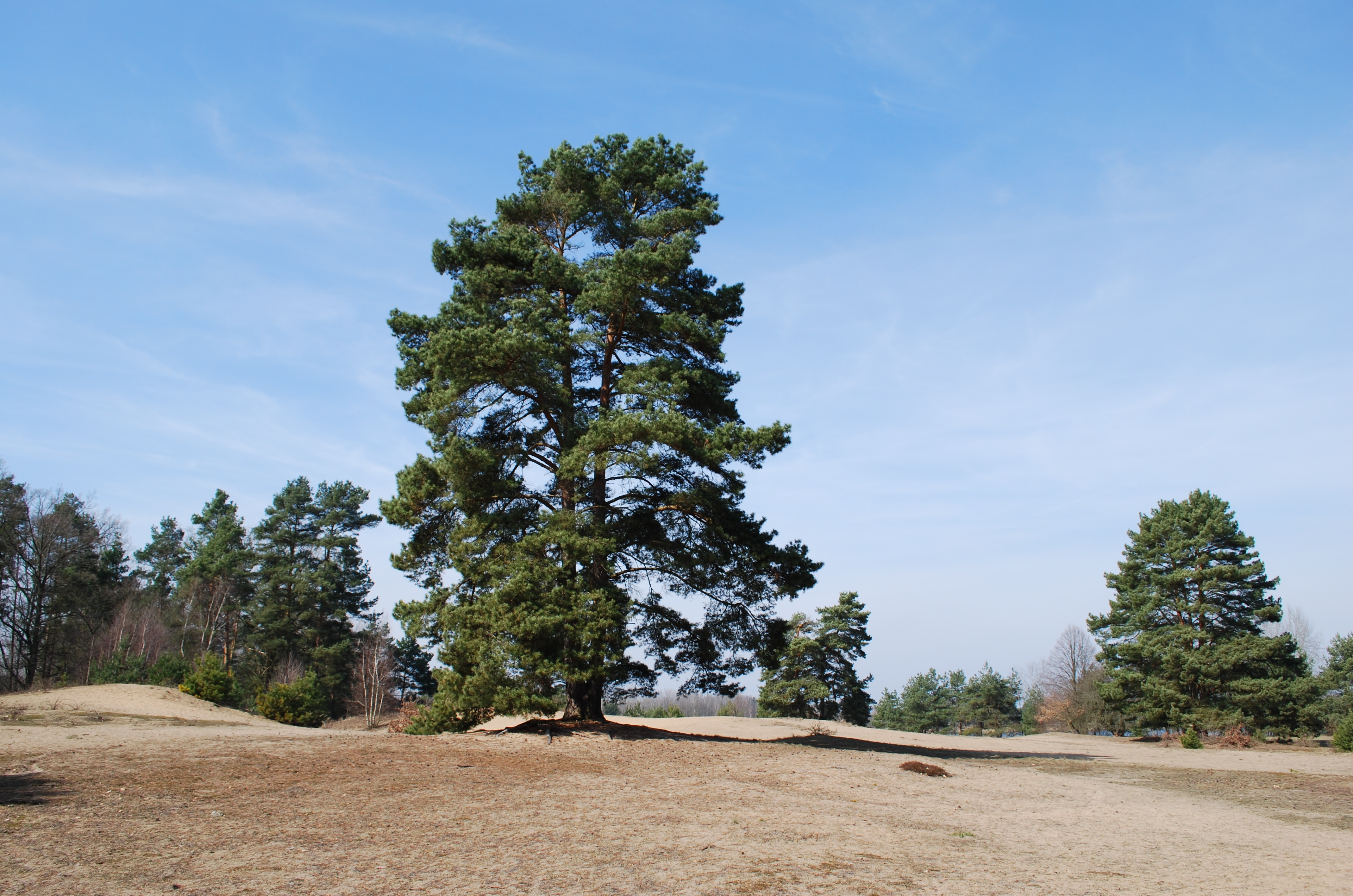
Písečný přesyp
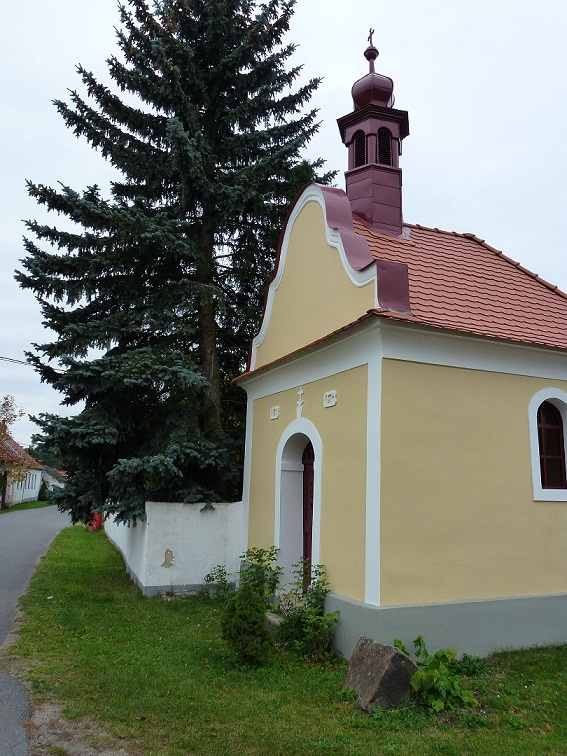
Kaplička Nejsvětější Trojice a svatého Jana Nepomuckého
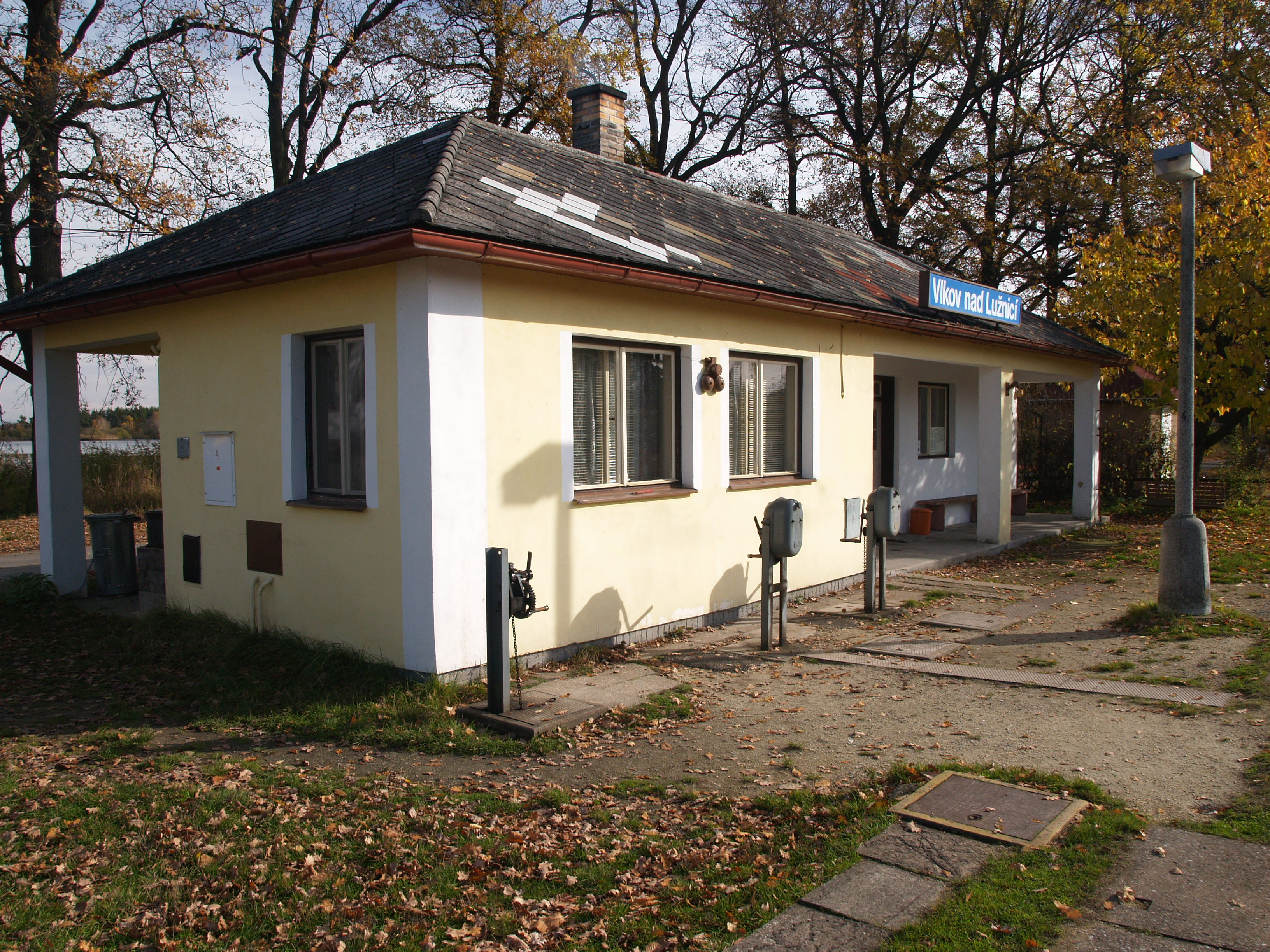
Původní vlaková zastávka
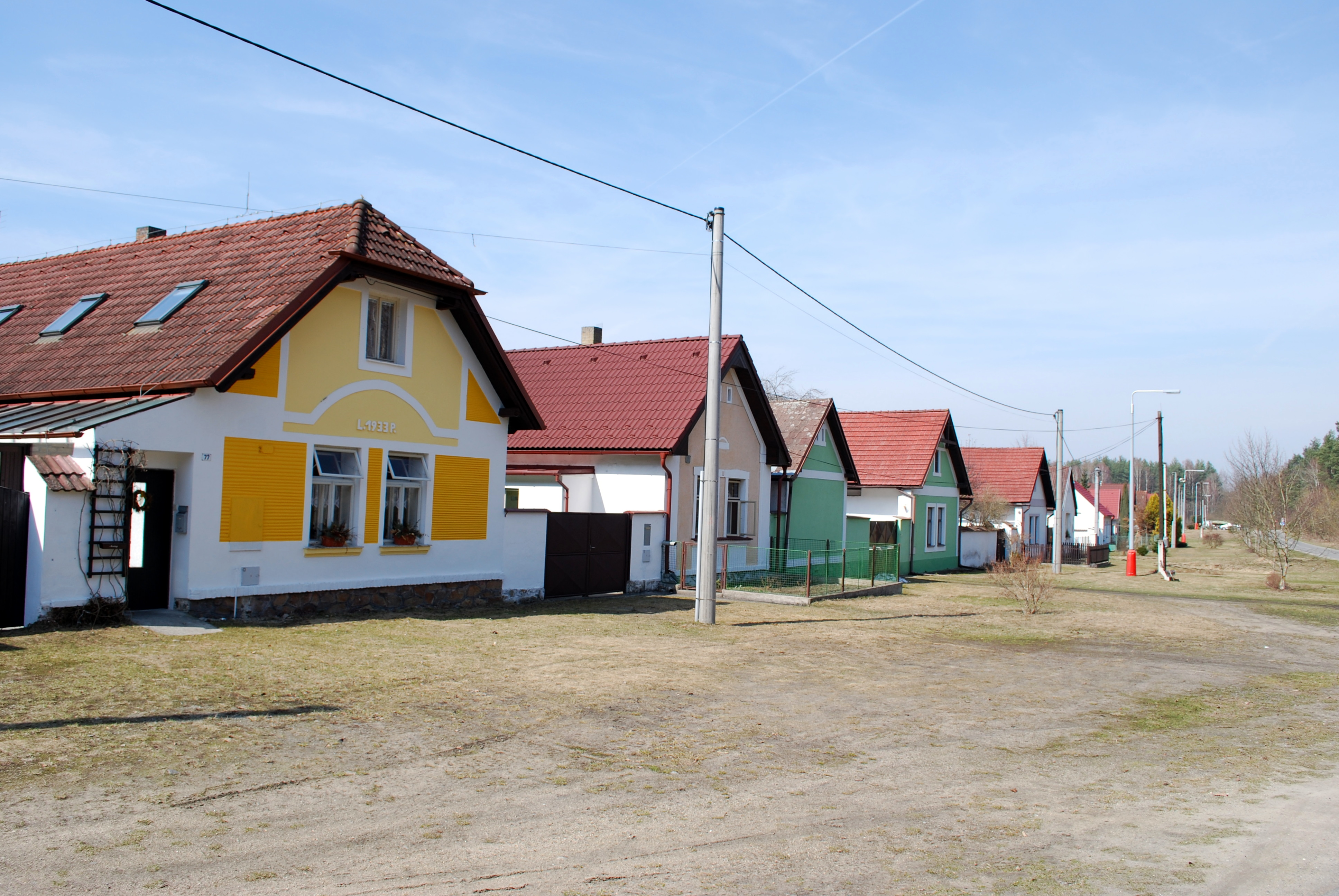
Lokalita podél tratě
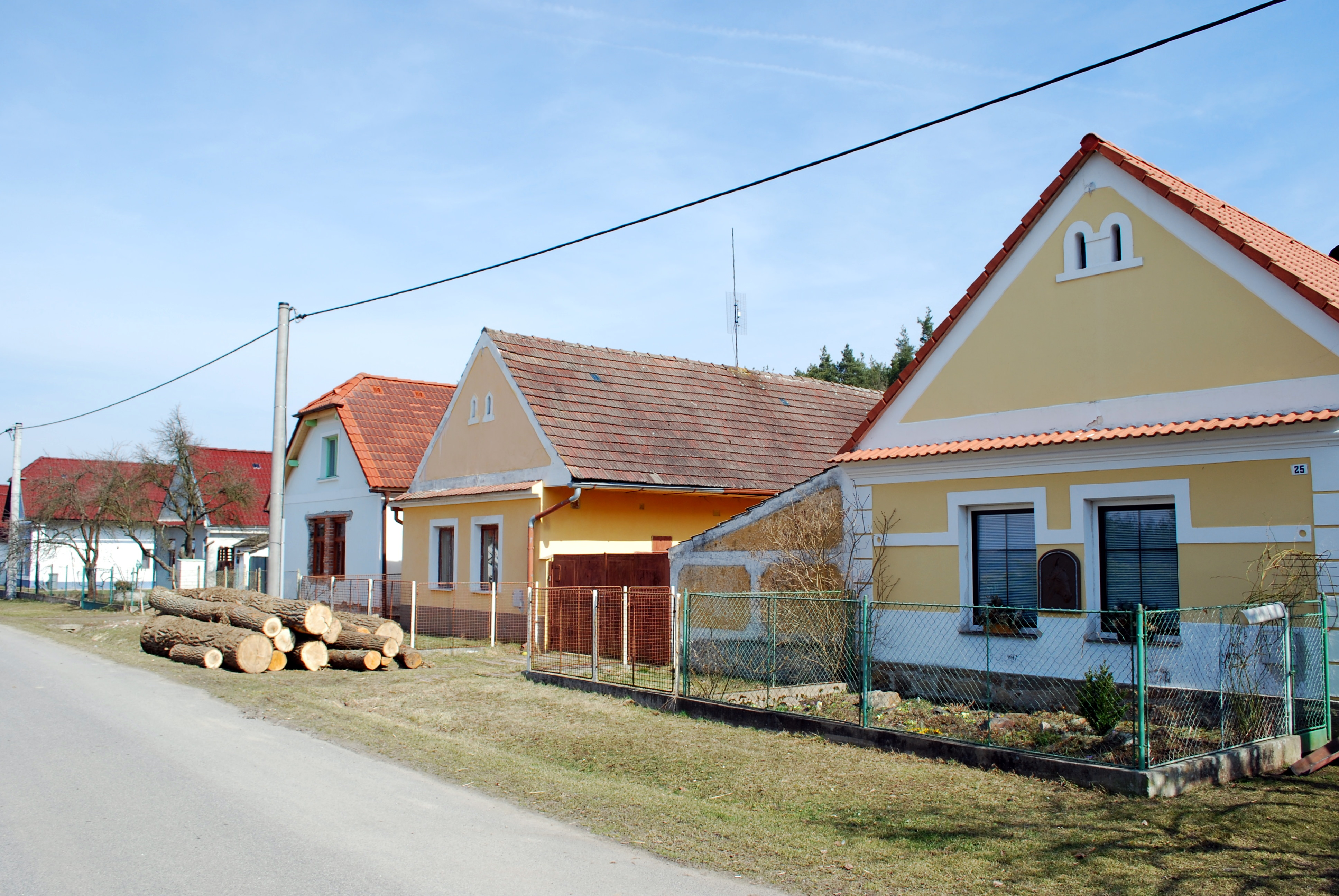
Vlkov